# Mikaela Ruef
Mikaela Ruef (Dayton, 15 gennaio 1990) è una cestista statunitense con cittadinanza australiana.

## Carriera
È stata selezionata dalle Seattle Storm al terzo giro del Draft WNBA 2014 (31ª scelta assoluta).